# Midsommarkullen
Midsommarkullen eller Johanneshöjden (finska: Juhannuskukkula) är en kulle. i Åbo i södra Finland. Toppen på Midsommarkullen ligger 26 meter över havet.
Terrängen runt kullen är platt. Runt Midsommarkullen är det tätbefolkat, med 570 invånare per kvadratkilometer.